# Manuel Corral
Manuel Alonso Corral, in religione padre Isidoro María, conosciuto dai suoi fedeli come papa Pietro II (Cabeza del Buey, 22 novembre 1934 – Palmar de Troya, 15 luglio 2011), è stato un avvocato e religioso spagnolo.
Scomunicato, insieme all'amico Clemente Domínguez, dalla Chiesa cattolica in seguito alla sua consacrazione episcopale, è stato tra i fondatori dalla Chiesa cattolica palmariana per essere, in seguito, nominato papa nel 2005. Dal 17 luglio 2011 è venerato come santo dai cattolici palmariani.

## Biografia
Figlio di un insegnante e di una casalinga, Manuel Corral crebbe coi genitori a El Vellón, per poi trasferirsi sempre con la famiglia a Madrid. Laureatosi in legge nel 1963 nella capitale spagnola, divenne ben presto un noto e influente avvocato.
Tuttavia lasciò ben presto la sua professione per seguire Clemente Domínguez, incontrato a Siviglia nel 1968, che nel 1975 fonderà insieme a lui la Chiesa Cattolica Palmariana. Ordinato irregolarmente vescovo nel 1976 da Pierre Martin Ngô Đình Thục, già arcivescovo cattolico romano di Huế nel Vietnam, incorse nella scomunica latae sententiae da parte di Roma, secondo quanto previsto dalla legislazione canonica. Nel 1978 Domínguez si autoproclamerà papa Gregorio XVII, e nel 2000 lo stesso Domínguez lo nominò come Segretario di Stato e suo successore. Data la cecità che afflisse Gregorio XVII per tutto il suo pontificato, Manuel Corral venne visto non solo come il suo successore, ma anche come l'eminenza grigia del suo pontificato. Alla morte di quest'ultimo nel 2005 diventò papa prendendo il nome di Pietro II, nome tipico di numerosi antipapi sedevacantisti moderni che seguono la profezia di San Malachia.
Tra i suoi primi atti da pontefice palmariano vi fu la canonizzazione del suo predecessore e la nomina a segretario di stato di Ginés Jesús Hernández, suo futuro successore col nome di Gregorio XVIII.
Attivo nella chiesa palmariana, da pontefice approvò la Storia della chiesa palmariana ed una nuova Bibbia. Promosse tre anni santi nel 2008, nel 2010 e nel 2011. Fu attivo nella missione apostolica e consacrò la chiesa dell'ordine in Russia, a San Pietroburgo.

### Morte
Morì a Palmar de Troya il 15 luglio 2011. Pietro II venne canonizzato dal suo successore, il 17 luglio di quello stesso anno, che lo proclamò inoltre protettore e difensore della chiesa palmariana. Il 26 luglio del 2011 venne inoltre dichiarato dottore della chiesa palmariana.

## Successione apostolica palmariana
- Patriarca Eliya XII Denha
- Patriarca Youhanan VIII Hormez
- Vescovo Isaie Jesu-Yab-Jean Guriel
- Arcivescovo Augustin Hindi
- Patriarca Joseph VI Audu
- Patriarca Pierre Elie XII Abboloyonan
- Patriarca Yosep Emmanuel II Thoma
- Vescovo François David
- Vescovo Antonin Drapier
- Arcivescovo Pierre Martin Ngô Đình Thục
- Papa Pietro II